# Polypedilum vanderplanki
Polypedilum vanderplanki är en tvåvingeart som beskrevs av Hinton 1951. Polypedilum vanderplanki ingår i släktet Polypedilum och familjen fjädermyggor.
Artens utbredningsområde är Nigeria. Inga underarter finns listade i Catalogue of Life.

## Bildgalleri